# Simpson Peak, Antarktis
Simpson Peak är en bergstopp i Antarktis. Den ligger i Östantarktis. Australien gör anspråk på området. Toppen på Simpson Peak är 1 720 meter över havet.
Terrängen runt Simpson Peak är huvudsakligen lite kuperad. Simpson Peak är den högsta punkten i trakten. Trakten är obefolkad. Det finns inga samhällen i närheten. 